# Марго Роббі
Марго Е́ліс Роббі (англ. Margot Elise Robbie, англ. вимова: [ˈmɑːrɡoʊ ˈrɒbi]; нар. 2 липня 1990, Голд-Кост) — австралійська акторка й продюсерка, співзасновниця продюсерської компанії LuckyChap Entertainment. Починала кар'єру з австралійських фільмів кінця 2000-х. Пізніше знялася у серіалі «Сусіди» (2008—2011), здобувши дві номінації на премію Logie у 2009 та 2011 роках.
Після переїзду до США Роббі знялася в одній з головних ролей серіалу «Пен Амерікан» каналу ABC (2011—2012). У 2013 дебютувала у романтичній комедії-драмі Річарда Кертіса, «Коханий з майбутнього» та у біографічній драмі Мартіна Скорсезе, «Вовк із Волл-стріт». У 2014 році співзаснувала продюсерську компанію LuckyChap Entertainment. У 2015 знялася у романтичній комедії-драмі «Фокус», а також з'явилася у фільмі про Другу світову війну — «Французька сюїта» та виконала головну роль у науково-фантастичному фільмі «Z означає Захарія». Того ж року зіграла камео у фільмі «Гра на пониження». У 2016 році втілила Джейн Портер в пригодницькому фільмі «Легенда про Тарзана» та Гарлі Квінн у супербойовику «Загін самогубців».

## Біографія
Народилася 2 липня 1990 року в місті Голд-Кост, Квінсленд, Австралія. Дитинство провела на фермі дідуся. Закінчила коледж Саммерсет, а потім переїхала в Мельбурн для початку акторської кар'єри.

## Кар'єра

### 2008—2011: початок
Дебютувала в кіно у 2008 році. Найбільш відомі ролі — в серіалах «Сусіди» та «Пен Амерікан».
Після прибуття до Лос-Анджелесу у 2011 році Роббі прослуховувалась для нових серій Ангелів Чарлі. Проте в Sony Pictures Television воліли взяти її на роль у серіалі каналу ABC «Пен Амерікан» разом з Крістіною Річчі, де Роббі зіграла стюардесу Лауру Кемерон. Серіал «Пен Амерікан» був скасований після першого сезону через низькі рейтинги, попри загалом позитивну критику авдиторії.

### 2012—2016: прорив
У 2012-му приєдналася до акторського складу романтичної комедії Річарда Кертіса «Коханий з майбутнього» разом з Домналом Глісоном, Рейчел Мак-Адамс та Білом Наї. Фільм вийшов 4 вересня 2013 року у Великій Британії та 1 листопада 2013 у США, отримав позитивні відгуки, зібравши $87 млн при бюджеті в $12 млн.
2013 року знялася в біографічній драмі Мартіна Скорсезе «Вовк із Волл-стріт» з Леонардо Ді Капріо та Джона Хілл. Фільм став комерційно успішним, отримавши $ 392 млн та номінацію на п'ять нагород Академії оскар, у тому числі й у номінації за найкращий фільм. За роль другої дружини Джордана Белфорта Роббі отримала високу оцінку критики, особливо за її бруклінський акцент. Була номінована на премію «MTV Movie Award» у категорії «Найкращий прорив» та отримала премію «Empire Award» у категорії «Найкращий дебют».
У 2014 році разом з Томом Екерлі та їхніми друзями Софією Керр і Джосі Макнамарою заснувала продюсерську компанію LuckyChap Entertainment.
У 2015 році Роббі знялася з Віллом Смітом у романтичній комедії-драмі «Фокус», втіливши шахрайку, яка вчиться у героя Смітта шахрайського мистецтва. Фільм вийшов 27 лютого 2015 року й отримав у цілому змішані відгуки, проте роботу Роббі оцінили добре. «Фокус» зібрав понад $ 150 мільйонів у світі. Роббі здобула номінацію на премію «BAFTA» «Висхідна зірка». У 2015 році Роббі також зіграла провідну роль Енн Барден в екранізації «Z — Значить Захарія» разом з Крісом Пайном та Чіветелом Еджіофором. Фільм знімали в Новій Зеландії. Його прем'єра відбулася 24 січня 2015 року на Кінофестивалі «Санденс». Стрічка отримала загалом позитивні відгуки, а гра Роббі — високу оцінку критики. Акторка з'явилася у документальному фільмі, присвяченому 30-річчю фільму «Сусіди» в березні 2015 та «Французька сюїта», а також виконала камео у фільмі Гра на пониження.
У 2016 році Марго Роббі з Тіною Фей знялися у фільмі «Павільйон сміху», екранізації твору Кіма Баркера «Таліби у випадковому порядку: Дивні дні в Афганістані і Пакистані». Тут вона зіграла британську журналістку Таню Вандепаувел. Показ відбувся 4 березня 2016 року у Paramount Pictures. Пізніше цього ж року Роббі втілила Джейн Портер у фільмі Девіда Єйтса «Легенда про Тарзана», разом з Александром Скашгордом та Семюелом Л. Джексоном. Фільм вийшов 1 липня 2016.
Третім її фільмом у 2016 році стала роль Гарлі Квінн у супербойовику від Warner Bros «Загін самогубців» про команду суперлиходіїв з усесвіту DC Comics. У картині вона працювала з такими акторами, як Уілл Сміт, Джаред Лето, Віола Девіс та Джоел Кіннаман. Фільм вийшов 4 серпня 2016 року й лише за перші вихідні зібрав $135,1 млн, ставши найкасовішим серпневим фільмом в історії.

### З 2017: популярність і визнання критики
Роббі співпрацювала з Домналом Глісоном у фільмі Саймона Кертіса «Прощавай, Крістофер Робін» (2017), біографічній драмі про життя творця Вінні-Пуха А. А. Мілна та його родини. Фільм та її гра отримали непогані глядацькі відгуки (71 % зі 100 на сервісі відгуків Rotten Tomatoes і 7.1 бали з 10 на IMDb) і посередню реакцію критики. Проте фільм провалився в прокаті й мав невисокі касові збори.
Значно успішнішим був наступний фільм з Роббі — біографічна спортивна драма «Я, Тоня», де Роббі втілила головну героїню — спортсменку з фігурного катання Тоню Гардінг. Під час підготовки акторка зустрічалася з самою Гардінг, переглядала її кадри та інтерв'ю. Крім цього, Роббі працювала зі спеціалістами над своїм голосом, щоб максимально наблизити тембр і говорити з тихоокеанським північно-західним акцентом Гардінг. Також брала уроки фігурного катання протягом кількох місяців безперервно з хореографинею Сарою Кавахарою.
Прем'єра фільму «Я, Тоня» відбулася на Міжнародному кінофестивалі в Торонто у 2017 році. Практично в усіх рецензіях на фільм критика високо оцінювала майстерність Роббі й те, як вона вжилася в роль. Фільм отримав рейтинг 90 % зі 100 % на Rotten Tomatoes (глядачі поставили трохи нижчу оцінку — 88 %). Кінокритик Джеймс Люксфорд із британського видання Metro зазначив, що це «найкраща роль Роббі натепер». Марк Кермод з видань The Observer і The Gardian написав, що «як стрибок з трьома переворотами навколо осі, який зробив фігуристку Тоню знаменитістю, так і виступ Марго Роббі — це торнадо, яке врівноважує поступовий розвиток характеру персонажки і дивовижна фізична майстерність». Роббі отримала численні нагороди за свою роботу, включаючи номінації на премію «Оскар», премію BAFTA, премію «Золотий глобус», премію Гільдії кіноакторів та кінопремію «Вибір критиків» — все за найкращу жіночу роль.
Роббі розпочала 2018 рік з озвучки мультфільму «Кролик Петрик» (озвучувала Кролика Флопсі). Це комп'ютерно-анімаційна комедія від режисера Вілла Глюка, заснована на книжковій серії письменниці Беатрікс Поттер. Анімаційний фільм мав успіх у прокаті, зібравши 351,26 мільйона доларів у всьому світі при бюджеті виробництва 50 мільйонів доларів. Це була перша роль озвучування в кар'єрі Роббі.
Після успіху фільму «Барбі» Марго Роббі у січні 2024 року розповіла про бажання взяти паузу в акторській кар'єрі на невизначений термін. Роббі сказала, що «зараз усім набридло бачити мене, тому, напевно, слід на деякий час зникнути з екранів». Акторка додала, що планує зняти власний фільм, як режисерка.
У 2025 році виконала першу за 2 роки головну роль у романтичному фентезі «Велика смілива красива подорож».

## Особисте життя
Батько — Майк Роббі (Mike Robbie), фермер. Мати — Саррі Роббі (Sarrie Robbie), фізіотерапевтка. Брати й сестри — Кемерон Роббі (Cameron Robbie), молодший брат.
У 2014 році Роббі почала зустрічатися з новозеландцем Генрі Айткеном (Henry Aitken)., з яким познайомилася на зйомках фільму «Z — Значить Захарія». За інформацією «The Daily Mail», стосунки обірвалися після того, як акторка закінчила зйомки й залишила країну.
У 2013 році познайомилася з британським кінопродюсером Томом Екерлі, з яким у 2016 році одружилася. 17 жовтня 2024 року народила первістка — сина.

## Фільмографія

### Акторка
| Рік       |    | Українська назва                  | Оригінальна назва             | Роль                                                             |
| --------- | -- | --------------------------------- | ----------------------------- | ---------------------------------------------------------------- |
| 2008—2022 | с  | Сусіди                            | Neighbours                    | Донна Фрідмен Браун (355 епізодів)                               |
| 2008      | с  | Огляд із Майлсом Барлоу           | Review with Myles Barlow      | Келлі (Епізод: "Stealing, Dickheads, Risk")                      |
| 2008      | с  | Відділ вбивств                    | City Homicide                 | Кейтлін Брентфорд (Епізод: "Somersaulting Dogs")                 |
| 2008      | ф  | Віджіланте                        | Vigilante                     | Кассандра                                                        |
| 2009      | ф  | I.C.U.                            | I.C.U.                        | Трістан Вотерс                                                   |
| 2011—2012 | с  | Пен Амерікан                      | Pan Am                        | Лаура Кемерон (14 епізодів)                                      |
| 2013      | ф  | Коханий з майбутнього             | About Time                    | Шарлотта                                                         |
| 2013      | ф  | Вовк із Волл-стріт                | The Wolf of Wall Street       | Наомі Лапалья                                                    |
| 2014      | ф  | Жорстокий талант                  | Violent Talent                | Райлі                                                            |
| 2015      | ф  | Z означає Захарія                 | Z for Zachariah               | Енн Барден                                                       |
| 2015      | с  | Top Gear                          | Top Gear                      | у ролі самої себе (Епізод: "Tribute To The Land Rover Defender") |
| 2015      | ф  | Фокус                             | Focus                         | Джесс Баррретт                                                   |
| 2015      | ф  | Французька сюіта                  | Suite Française               | Селін                                                            |
| 2015      | ф  | Гра на пониження                  | The Big Short                 | камео                                                            |
| 2016      | ф  | Павільйон сміху                   | Whiskey Tango Foxtrot         | Таня Вандерпол                                                   |
| 2016      | ф  | Легенда про Тарзана               | The Legend of Tarzan          | Джейн Портер                                                     |
| 2016      | с  | Суботнього вечора в прямому ефірі | Saturday Night Live           | ведуча (Епізод: "Margot Robbie / The Weeknd")                    |
| 2016      | ф  | Загін самогубців                  | The Suicide Squad             | Гарлі Квінн                                                      |
| 2017      | ф  | Прощавай, Крістофер Робін         | Goodbye Christopher Robin     | Дафна де Селінкур                                                |
| 2017      | ф  | Я, Тоня                           | I, Tonya                      | Тоня Гардінг                                                     |
| 2018      | ф  | Кролик Петрик                     | Peter Rabbit                  | Флопсі (озвучування)                                             |
| 2018      | кф |                                   | Flopsy Turvy                  | Флопсі (озвучування)                                             |
| 2018      | ф  | Термінал                          | Terminal                      | Енні                                                             |
| 2018      | ф  | Правила бійні                     | Slaughterhouse Rulez          | Одрі                                                             |
| 2018      | ф  | Марія — королева Шотландії        | Mary Queen of Scots           | Єлизавета I                                                      |
| 2019      | ф  | Дрімленд                          | Dreamland                     | Еллісон Уеллс                                                    |
| 2019      | ф  | Одного разу... в Голлівуді        | Once Upon A Time In Hollywood | Шерон Тейт                                                       |
| 2019      | с  | Лялечки                           | Dollface                      | Імельда (Епізод: "Mama Bear")                                    |
| 2019      | ф  | Сенсація                          | Bombshell                     | Кайла Поспісіл                                                   |
| 2020      | ф  | Хижі Пташки                       | Birds of Prey                 | Гарлі Квінн                                                      |
| 2021      | ф  | Кролик Петрик 2: Втеча до міста   | Peter Rabbit 2: The Runaway   | Флопсі (озвучування)                                             |
| 2021      | ф  | Загін самогубців 2                | The Suicide Squad             | Гарлін Квінзель / Гарлі Квінн                                    |
| 2022      | ф  | Амстердам                         | Amsterdam                     | Валері                                                           |
| 2022      | ф  | Вавилон                           | Babylon                       | Неллі Ларой                                                      |
| 2023      | ф  | Місто астероїдів                  | Asteroid City                 | телевізійна акторка                                              |
| 2023      | ф  | Барбі                             | Barbie                        | Барбі                                                            |
| 2025      | ф  | Велика смілива красива подорож    | A Big Bold Beautiful Journey  | Сара                                                             |
| 2026      | ф  | Буремний перевал                  | Wuthering Heights             | Кетрін Ерншоу                                                    |

### Продюсерка
| Рік       |   | Українська назва     | Оригінальна назва     | Роль                 |
| --------- | - | -------------------- | --------------------- | -------------------- |
| 2017      | ф | Я, Тоня              | I, Tonya              | продюсерка           |
| 2018      | ф | Термінал             | Terminal              | продюсерка           |
| 2019      | ф | Дрімленд             | Dreamland             | продюсерка           |
| 2019—2022 | с | Лялечки              | Dollface              | виконавча продюсерка |
| 2020      | ф | Хижі Пташки          | Birds of Prey         | продюсерка           |
| 2020      | ф | Перспективна дівчина | Promising Young Woman | продюсерка           |
| 2021      | с | Покоївка             | Maid                  | виконавча продюсерка |
| 2023      | ф | Барбі                | Barbie                | продюсерка           |
| 2023      | ф | Солтберн             | Saltburn              | продюсерка           |

## Нагороди та номінації
| Нагорода                                | Рік  | Категорія                                 | Робота                                  | Результат |
| --------------------------------------- | ---- | ----------------------------------------- | --------------------------------------- | --------- |
| Оскар                                   | 2018 | Найкраща жіноча роль                      | Я, Тоня                                 | Номінація |
| Оскар                                   | 2020 | Найкраща жіноча роль другого плану        | Сенсація                                | Номінація |
| Оскар                                   | 2024 | Найкращий фільм                           | Барбі                                   | Номінація |
| BAFTA                                   | 2015 | Висхідна зірка                            | Н/Д                                     | Номінація |
| BAFTA                                   | 2018 | Найкраща жіноча роль                      | Я, Тоня                                 | Номінація |
| BAFTA                                   | 2019 | Найкраща жіноча роль другого плану        | Марія — королева Шотландії              | Номінація |
| BAFTA                                   | 2020 | Найкраща жіноча роль другого плану        | Сенсація                                | Номінація |
| BAFTA                                   | 2020 | Найкраща жіноча роль другого плану        | Одного разу… в Голлівуді                | Номінація |
| BAFTA                                   | 2024 | Найкраща жіноча роль                      | Барбі                                   | Номінація |
| BAFTA                                   | 2024 | Найкращий британський фільм               | Солтберн                                | Номінація |
| Золотий глобус                          | 2018 | Найкраща жіноча роль — комедія або мюзикл | Я, Тоня                                 | Номінація |
| Золотий глобус                          | 2020 | Найкраща жіноча роль другого плану        | Сенсація                                | Номінація |
| Золотий глобус                          | 2023 | Найкраща жіноча роль — комедія або мюзикл | Вавилон                                 | Номінація |
| Золотий глобус                          | 2024 | Найкраща жіноча роль — комедія або мюзикл | Барбі                                   | Номінація |
| Золотий глобус                          | 2024 | Найкращий фільм — комедія або мюзикл      | Барбі                                   | Номінація |
| Золотий глобус                          | 2024 | Кінематографічні та касові досягнення     | Барбі                                   | Перемога  |
| Премія Гільдії кіноакторів США          | 2018 | Найкраща жіноча роль                      | Я, Тоня                                 | Номінація |
| Премія Гільдії кіноакторів США          | 2019 | Найкраща жіноча роль другого плану        | Марія — королева Шотландії              | Номінація |
| Премія Гільдії кіноакторів США          | 2020 | Найкраща жіноча роль другого плану        | Сенсація                                | Номінація |
| Премія Гільдії кіноакторів США          | 2020 | Найкращий акторський склад у фільмі       | Сенсація                                | Номінація |
| Премія Гільдії кіноакторів США          | 2020 | Найкращий акторський склад у фільмі       | Одного разу… в Голлівуді                | Номінація |
| Премія Гільдії кіноакторів США          | 2023 | Найкращий акторський склад у фільмі       | Вавилон                                 | Номінація |
| Премія Гільдії кіноакторів США          | 2024 | Найкращий акторський склад у фільмі       | Барбі                                   | Номінація |
| Премія Гільдії кіноакторів США          | 2024 | Найкраща жіноча роль                      | Барбі                                   | Номінація |
| Супутник                                | 2018 | Найкраща акторка — кінофільм              | Я, Тоня                                 | Номінація |
| Супутник                                | 2019 | Найкраща акторка другого плану            | Марія — королева Шотландії              | Номінація |
| Супутник                                | 2019 | Найкраща акторка другого плану            | Сенсація                                | Номінація |
| Супутник                                | 2021 | Найкраща акторка — комедія або мюзикл     | Хижі Пташки (та фантастична Харлі Квін) | Номінація |
| Кінопремія «Вибір критиків»             | 2016 | Найкраща акторка в жанрі екшн             | Загін самогубців                        | Перемога  |
| Кінопремія «Вибір критиків»             | 2018 | Найкраща акторка                          | Я, Тоня                                 | Номінація |
| Кінопремія «Вибір критиків»             | 2018 | Найкраща комедійна акторка                | Я, Тоня                                 | Перемога  |
| Кінопремія «Вибір критиків»             | 2020 | Найкраща акторка другого плану            | Сенсація                                | Номінація |
| Кінопремія «Вибір критиків»             | 2020 | Найкращий акторський склад                | Сенсація                                | Номінація |
| Кінопремія «Вибір критиків»             | 2023 | Найкраща акторка                          | Вавилон                                 | Номінація |
| Critics Choice Super Awards             | 2021 | Найкраща акторка в супергеройському кіно  | Хижі Пташки (та фантастична Харлі Квін) | Перемога  |
| Critics Choice Super Awards             | 2022 | Найкраща акторка в супергеройському кіно  | Загін самогубців: Місія навиліт         | Номінація |
| AACTA International Awards              | 2018 | Найкраща жіноча роль                      | Я, Тоня                                 | Перемога  |
| AACTA International Awards              | 2019 | Найкраща жіноча роль другого плану        | Марія — королева Шотландії              | Номінація |
| AACTA International Awards              | 2020 | Найкраща жіноча роль другого плану        | Одного разу… в Голлівуді                | Номінація |
| AACTA International Awards              | 2020 | Найкраща жіноча роль другого плану        | Сенсація                                | Перемога  |
| Незалежний дух                          | 2018 | Найкраща акторка                          | Я, Тоня                                 | Номінація |
| Премія Лондонського гуртка кінокритиків | 2020 | Найкраща акторка другого плану            | Сенсація                                | Номінація |
| Сатурн                                  | 2017 | Найкраща кіноакторка другого плану        | Загін самогубців                        | Номінація |
| Сатурн                                  | 2021 | Найкраща кіноакторка                      | Хижі Пташки (та фантастична Харлі Квін) | Номінація |